# Artesia (Califórnia)
Artesia é uma cidade localizada no estado americano da Califórnia, no condado de Los Angeles. Foi incorporada em 1959.

## Geografia
De acordo com o Departamento do Censo dos Estados Unidos, a cidade tem uma área de 4,2 km², dos quais todos os 4,2 km² estão cobertos por terra.

### Localidades na vizinhança
O diagrama seguinte representa as localidades num raio de 8 km ao redor de Artesia. 

## Demografia
Segundo o censo nacional de 2010, a sua população é de 16 522 habitantes e sua densidade populacional é de 3 936,6 hab/km². Possui 4 697 residências que resulta em uma densidade de 1 119,5 residências/km².